# Bjørg Vik
Bjørg Vik (født 11. september 1935 i Oslo, død 7. januar 2018) var en norsk forfatter og dramatiker. Hun var uddannet ved Journalistakademiet, og var ansat i Porsgrunns Dagblad. Hun debuterede som forfatter i 1963 med novellesamlingen Søndag eftermiddag, og var særlig kendt for sin novellekunst. Hun var styremedlem i Norsk Forfattersentrum og Pressens Faglige Utvalg. Hun havde sit højdepunkt i tresserne og halvfjerdserne. Vik var en stærk engageret feminist, og i 1973 var hun med ar hun med til at etablere kvindetidsskriftet Sirene.
Hendes arbejde er blevet oversat til mere end 30 sprog, og har tre gange været indstillet til Nordisk Råds Litteraturpris. Hun modtog Telemark fylkeskommunes kulturpris i 1987.

## Priser
- Riksmålsforbundets litteraturpris 1972
- Aschehougprisen 1974
- Kritikerprisen 1979, for En håndfull lengsel
- Cappelenprisen 1982
- Doblougprisen 1987
- Bokhandlerprisen 1988, for Store nøkler, små rom
- Ibsenprisen 1992, for Reisen til Venezia
- Amalie Skram-prisen 1996